# Thomas Vernon Wollaston

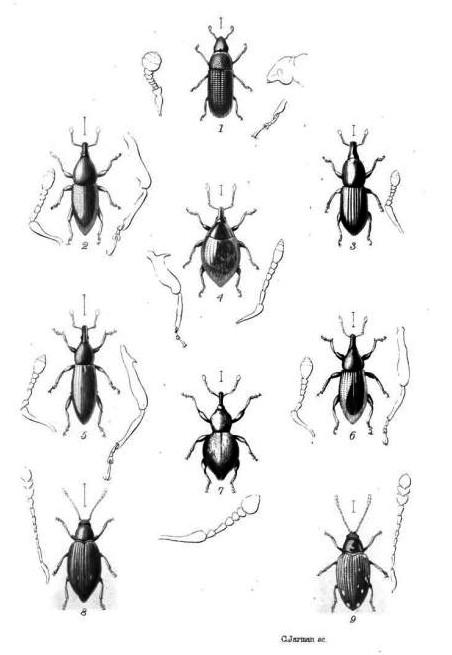
Uit Coleoptera Sanctæ-Helenæ (1877).

Thomas Vernon Wollaston (Scotter, 9 maart 1822 - Teignmouth, 4 januari 1878) was een Brits entomoloog.
Wollaston werd geboren in Scotter, Lincolnshire, Engeland, in 1822. Hij genoot zijn opleiding in Cambridge waar hij in 1849 afstudeerde. Na en tijdens zijn studie had hij een aantal reizen gemaakt naar Madeira waar hij insecten verzamelde. Zijn collectie Coleoptera (kevers) werd in 1855 aangekocht door het British Museum en zijn nu te zien in het Natural History Museum. In 1857 keerde hij terug naar de Canarische eilanden met Richard Thomas Lowe en John Edward Gray om de natuurlijke geschiedenis daar te onderzoeken. Hij was bevriend met Charles Darwin en correspondeerde met hem tot 1860, ook al weerhielden zijn religieuze overtuigingen hem ervan Darwin's theorieën te ondersteunen. Wollaston was behalve vooraanstaand entomoloog ook malacoloog. Toch was hij vooral bekend van zijn studies van de Coleoptera van verschillende Noord-Atlantische archipels. Hij beschreef veel nieuwe soorten kevers, in zijn eer werd Odontolabis wollastoni, een keversoort uit de familie vliegende herten (Lucanidae) naar hem vernoemd. 

## Enkele werken
- Insecta Maderensia (1854)
- On the Variation of Species, with Especial Reference to the Insecta (1856)
- Coleoptera Atlantidum (1865)
- Coleoptera Sanctæ-Helenæ (1877)
- Testacea Atlantica, or the land and freshwater shells of the Azores, Madeira, Salvages, Canaries, Cape Verdes, and Saint Helena (1878)

- Biblioteca Nacional de España: XX1792445
- Catàleg d'autoritats de noms i títols de Catalunya: 981059744148306706
- Gemeinsame Normdatei: 139188924
- International Standard Name Identifier: 0000 0000 8169 8412
- Library of Congress Control Number: n88647872
- Nationale bibliotheek van Australië: 36033453
- Nederlandse Thesaurus van Auteursnamen: 161337007
- Réseau des bibliothèques de Suisse occidentale: 02-A003984327
- Istituto Centrale per il Catalogo Unico: RMSV038729
- LIBRIS: 173358
- SNAC: w6hv59d3
- Système universitaire de documentation: 194695395
- Trove: 1194529
- Virtual International Authority File: 100374776
- WorldCat: E39PBJqFGWBWJ4Vb3GYfDxHBfq